# 馬溥
馬溥（?—?），山西壺關縣人，清朝政治人物、進士出身。
乾隆七年，登进士，官泽州府教授。